# Justicia charadrophila
Justicia charadrophila är en akantusväxtart som beskrevs av Emery Clarence Leonard. Justicia charadrophila ingår i släktet Justicia och familjen akantusväxter. Inga underarter finns listade i Catalogue of Life.